# Coccothrinax readii
Coccothrinax readii är en enhjärtbladig växtart som beskrevs av H.J.Quero. Coccothrinax readii ingår i släktet Coccothrinax och familjen Arecaceae. Inga underarter finns listade i Catalogue of Life.